# Parkeergarage Museumkwartier
Parkeergarage Museumkwartier is een ondergrondse parkeergarage onder het Tournooiveld in Den Haag. De opening was op 23 december 2016 door wethouder Boudewijn Revis.